# مافيا: مدينة الجنة المفقودة
مافيا: مدينة الجنة المفقودة (Mafia: The City of Lost Heaven) هي لعبة فيديو من نوع التصويب من منظور الشخص الثالث صممت مبدئيا للكمبيوتر في عام 2003 ثم بعد ذلك لإكس بوكس وبلاي ستيشن 2 في 2004، طورت اللعبة شركة تو كي تشيك ونشرتها شركة جازارينج أوف ديفيلوبرز، يقوم اللاعب في اللعبة بدور رجل عصابة المافيا الذي يقوم بعدد من المهمات ليكمل اللعبة، وصدر جزء ثاني من هذه اللعبة باسم مافيا 2 في أغسطس 2010.
تقع أحداث اللعبة في مدينة شبيهة جزئياً بمدينة شيكاغو الأمريكية. لدى اللاعب صديقين يساعدانه على إنجاز المهام اسمهما تومي وكارلوس. بطل اللعبة سائق سيارة أجرة، وفي أحد الأيام يركب معه شخصان لا يعرفهما فيوصلهما إلى المكان اللازم، وبعد يوم يعتدي عليه شخصين بالضرب، فيذهب إلى الشخصين اللذين أوصلهما ليطلب منهما المساعدة، وتتوالى الأحداث.

## اللعب
تتكون طريقة لعب قصة مافيا: مدينة الجنة المفقودة بالأساس من قيادة السيارات، والرحلات البحرية في المدينة لتسهيل التنقل بين مواقع مختلفة، بالإضافة إلى المطاردات والسباقات. وتعتمد بقية اللعبة على التنقل مشيًا على الأقدام والتصويب من منظور شخص تلاثي وكلها مرتبطة ببعضها البعض مع المشاهد. بالإضافة إلى وجود المدينة والريف، يتم تضمين التصميمات الداخلية التفصيلية مثل مطار المدينة، ومتحف، وكنيسة، وفندق، وسجن مهجور، ومطاعم، وبار دون ساليري. ويتم استخدام تغيرات الطقس ودورات النهار والليل، على الرغم من أنه بخلاف جراند ثفت أوتو، تتم المهام في وقت محدد ويتم تغيير الطقس بعد ٳنتهاء مدة المهمة.
يمكن للاعب قيادة 51 سيارة أمريكية كلاسيكية في جميع أنحاء المدينة في لعبة المافيا، بالإضافة إلى 19 سيارة إضافية، 5 منها من طرازات السباق، قابلة للفتح بعد الوضع الرئيسي أوفتح وضع لعبة جديد. يتم تقديم السيارات بشكل دوري في بداية اللعبة، وتكون نماذج أوائل العشرينات من القرن الماضي تسير في شوارع المدينة، بينما ستبدأ النماذج من أوائل الثلاثينيات في الظهور في مراحل لاحقة من اللعبة. وتعتمد جميع المركبات على أشكال سيارات حقيقية من تلك الحقبة، وإن تمت إعادة تسميتها وإعادة تصميمها بسبب مشكلات حقوق النشر.
توقف الشرطة اللاعبيين بسبب مخالفات بسيطة مثل السرعة أو تشغيل إشارة ضوئية حمراء. وحوادث السيارات تسبب ضررًا جسديًا للاعب السائق. في حين أن أشكال النقل الأخرى متاحة، مثل الترام ونظام النقل السريع، إلا أنه يمكن للاعب ركوبها فقط ولا يمكن قيادتها.
لوحظ أن مدينة الجنة المفقودة لديها أضرار فزيائية شاملة على جميع المركبات تقريبًا، حتى أنها ذهبت إلى أبعد من ذلك ووضعت تشوهات واقعية ومنطقية حسب كل حادثة، مقارنة بالمركبات في الألعاب الأخرى التي استخدمت نماذج أضرار مسبقة الصنع. وفي حين أنها أقوى بكثير من نظيراتها في الحقيقية، فإن المركبات الأصغر والأضعف تتحمل إساءة الٳستخدام بشكل أطول من المركبات المدرعة الكبيرة قبل الانهيار والانفجار أخيرًا. وتمت إضافة المزيد من الواقعية هنا مقارنة بألعاب أخرى من نفس النوع، مثل القدرة على ثقب خزان الوقود، وزيادة سخونة المحرك، والقدرة على كسر تروس ناقل الحركة. ويمكن إزالة العديد من المكونات الخارجية مثل النوافذ، والإطارات، والمصابيح الأمامية، والمصدات من معظم المركبات ذات الوسائل المادية، كما يمكن للاعب ضربها بأسلحة حادة مثل القبضات المعدنية، ومضرب بيسبول شائك بالإضافة إلى إطلاق الرصاص عليهم.
يؤدي إنهاء القصة الرئيسية في اللعبة إلى فتح وضع «فريريد إكستريم»، والذي هو في الأساس نفس الوضع العادي، ولكن مع فائدة إضافية تتمثل في القفزات المثيرة والمهام الجانبية ونقص في دوريات الشرطة. وتتراوح المهام الجانبية في هذا الوضع من المهام الصغيرة، مثل حمل الطرود أو قتل أفراد العصابات، إلى المهام المتطرفة والغريبة في بعض الأحيان، مثل مطاردة سفينة فضائية أو قيادة شاحنة مفخخة بسرعة معينة.
يلتزم قسم الشرطة في مدينة الجنة المفقودة بالعديد من القوانين التي تم وضعها. وعندما يتم انتهاك هذه القوانين أمام الشرطة، فإنها ستستجيب عن طريق حجز اللاعب بمخالفات يمكن أن تكون بسيطة أو خطيرة (على غرار نظام «مطلوب» في سلسلة جراند ثفت أوتو). وستنتهي المخالفات البسيطة مثل السرعة في القيادة أو تجاوز الضوء الأحمر بتغريم اللاعب 1000 دولار في وضع فريريد، أما الجرائم الخطيرة مثل الاعتداء الجسدي أو حيازة سلاح يمكن أن يؤدي إلى القبض على اللاعب لارتكاب المخالفة الأولى، أو تبادل إطلاق النار مع الشرطة ٳذا قاوم. وتوصف سلسلة من أربع جرائم صغيرة متتالية بأنها جرائم خطيرة. وتزداد قوة الشرطة مع شدة تجاهل اللاعب للقانون لدرجة أن الشرطة، تصبح مسلحة بشكل جيد، وتشكل حصارًا بشرائط سبايك الإطارات في محاولة لهزيمة اللاعب أثناء إطلاق النار من خلف سياراتهم.
بعض الأفعال التي قد تجذب انتباه الشرطة في الحياة الواقعية ليست موجودة في اللعبة، مثل القيادة على الرصيف أو على الجانب الخطأ من الطريق. ولا تعترف منظمة الشرطة في اللعبة بانتهاكات الشخصيات التي يديرها الذكاء الاصطناعي. ففي وضع فريريد، ستتجاهل الشرطة الأعمال العنيفة ضد اللاعب كذالك. وسيقاوم بعض سائقي السيارات في اللعبة بالعنف إذا حاول اللاعب سرقة سيارتهم. ولا يفرق الذكاء الاصطناعي لسائقي السيارات بين اللاعب وضباط الشرطة في المطاردة النشطة، وسيهاجم سائقي السيارات الشرطة إذا كانوا أقرب من اللاعب. ولن تتخذ الشرطة إجراءات دفاعية ضد سائق السيارة، وإذا ظل اللاعب بعيدًا عن متناوله، فسوف يقتل في النهاية على يد سائق السيارة.

## روابط خارجية
- مافيا: مدينة الجنة المفقودة على موقع IMDb (الإنجليزية)